# Teleboy (Internetfernsehen)
Teleboy ist ein Schweizer Internet-, Telefonie- und TV-Anbieter mit Sitz in Zürich und weiteren Standorten in Berlin und Skopje. Gestartet als webbasierter TV-Programm-Guide, etablierte sich Teleboy zu einem der reichweitenstärksten TV-Portalen der Schweiz. Teleboy gehört zur Tom Talent Holding und hat sich in den letzten Jahren vom Streaming-Anbieter zur Übertragung von Fernsehinhalten über das Internet zu einem umfassenden Telekommunikationsanbieter entwickelt.

## Dienstleistungen

### TV
Die TV-Plattform von Teleboy erreicht monatlich rund 100’000 Nutzer. Neben kostenlosem Live-TV in HD und einer Aufnahmefunktion bietet Teleboy das TV-Programm für die nächsten zwei Wochen und redaktionell aufbereitete TV-Tipps. Bei Teleboy sind aktuell über 300 Sender, davon mehr als 170 in HD abspielbar. Mit Apps für iOS, Android, Android TV, Amazon Fire TV, Samsung TV und Apple TV ist Teleboy sowohl mobil als auch auf dem heimischen Fernseher verfügbar. Weitere Funktionen wie zum Beispiel 7-Tage-Replay, Full HD, Dolby Digital oder einen unbegrenzten Aufnahmespeicher gibt es im Abo. Teleboy bietet als Zusatzoption beim zeitversetzten Fernsehen eine Skip-Ad-Funktion an, mit der Replay-Werbung ausgeblendet werden kann.
Seit Herbst 2022 bietet Teleboy eine eigens für Live-TV entwickelte App.
Replay-Werbung
Mit der schweizweiten Branchenvereinbarung der Verwertungsgesellschaften, dem Gemeinsamer Tarif 12 (GT12), können TV-Sender neu sogenannte Replay-Werbung, auch dynamische Werbung genannt, beim zeitversetzten Fernsehen ausspielen. Aktuell sind 19 private TV-Sender der Branchenvereinbarung beigetreten: 3+, 4+, 5+, 6+, 7+/NICK Schweiz, Kabel Eins, NITRO, ProSieben, ProSieben MAXX, Puls 8, RTL, RTL ZWEI, S1, SAT.1, SAT.1 Gold, Sixx, TV24, TV25 und VOX. Öffentlich-rechtliche Sender, wie SRF, ARD, ZDF oder ORF sind aktuell davon nicht betroffen. Die Überwachung und konforme Einhaltung dieses gemeinsamen Tarifs übernimmt hierbei die schweizerische Genossenschaft für Urheberrechte an audiovisuellen Werken SUISSIMAGE, welche ihrerseits als Verwertungsgesellschaft unter Aufsicht des IGE steht.
Mit dem neuen Tarif wird versucht, einem wohl zunehmend zu beobachtendes Verhalten der Nutzer entgegenzuwirken, bei dem sie die Werbung beim Replay ganz einfach überspringen. Dies nehme den privaten Sendern ihre Finanzierungsgrundlage, weil auf diese Art und Weise viel weniger Nutzer die Werbung sehen.

### Internet
Teleboy bietet Internet-Abos mit Geschwindigkeiten von 10 Mbit/s bis 10 Gbit/s an. Dazu verwendet das Unternehmen (lt. eigenen Angaben) die DSL- und Glasfaser-Infrastruktur von Swisscom. Zu den Internet-Abos kann eine Festnetz-Flat-Option hinzugefügt werden.

### Mobilfunk
Teleboy bot in der Vergangenheit die Tarife von Wingo Mobile an. Dieser Kooperationsvertrieb wurde 2021 zugunsten von eigenen Mobile-Angeboten, mit welchen (lt. eigenen Angaben) Kunden im 5G-Netz von Sunrise-Netz unterwegs sind, beendet. Mit der Aufnahme eines eigenen Mobilfunkangebots in das Portfolio, wurde Teleboy zum Quadruple-Play-Anbieter.

### Autos
Im Jahr 2020 startete das Unternehmen Teleboy Drive und stieg mit Auto-Abos ins E-Mobility-Geschäft ein. 2021 ging Teleboy mit dem Schweizer Auto-Abo-Anbieter Carvolution eine Kooperation ein. Dadurch erweiterte sich das Auto-Angebot auf mehr als 30 Modelle. Seit August 2023 können Teleboy-Kunden einen Fiat 500 Dolcevita oder einen Ford Fiesta ST-Line X im Teleboy-Branding zu einem werbefinanzierten Preis abonnieren und erhalten über die Laufzeit monatlich Geld auf ihre Teleboy-Rechnung zurück. Im Auto-Abo zum monatlichen Fixpreis sind (lt. eigenen Angaben) Haftpflicht- und Vollkaskoversicherung, Steuern, Service und Wartung, Reifen, die erste Autobahnvignette und Tankkarte inbegriffen.

## Geschichte
Im Jahr 2002 startete Teleboy zunächst als internetbasierte Programmvorschau, mit Fokus auf den Vertrieb von EPG-Daten, wobei 2008 eine hauseigene Redaktion gegründet wurde.
Teleboy lancierte 2010 die erste Aufnahme-Funktion im Bereich Internetfernsehen, die mit Live-Fernsehen erweitert wurde. Ab diesem Zeitpunkt konnten Teleboy-Nutzer per Live-Stream online fernsehen. Ebenfalls wurde eine Fernseh-App für das mobile Betriebssystem iOS für iPhones lanciert.
Gemäß den WEMF-Net-Metrix-Erhebungen überholte Teleboy seine Mitbewerber im Januar 2011 und war damit das reichweitenstärkste Online-Fernsehportal der Schweiz. Das Angebot wurde mit dem Bezahlabo Teleboy TV Plus erweitert. Im Dezember 2011 wurde eine iPad-App entwickelt. Im selben Jahr wurde eine App für das mobile Betriebssystem Android auf den Markt gebracht. Erste Schritte im Rahmen der aufkommenden Smart-TVs wurden eingeleitet und eine erste Idee für ein neues Produkt in Bezug auf Video-on-Demand-TV-Serien nahm Form an.
2012 erfolgte die Einführung der ersten Replay-Funktion im Bereich Internetfernsehen in der Schweiz und in Liechtenstein, die das gesamte Fernsehprogramm der letzten sieben Tage auf Abruf bereithält. Zusätzlich fand eine Integration von sozialen Medien statt. Dies ist ein Social-Plugin für IPTV, das den Nutzern ermöglicht, gemeinsam mit Freunden fernzusehen, Sendungen zu kommentieren und zu chatten, sowie das Teilen der Lieblings-Sendungen auf Facebook und Twitter. Ende Dezember wurde die erste Fernseh-App in der Schweiz für Samsung Smart-TVs lanciert.
Im Jahr 2013 ergänzten die ersten zehn HD-Sender (kostenpflichtig) die bestehenden 105 Sender. Die Aufnahme weiterer HD-Sender war für den Herbst 2014 geplant. Zudem wird 2013 Teleboy Serien lanciert, das erste Flatrate-Angebot im Bereich TV-Serien On-Demand in der Schweiz respektive Liechtenstein. Ebenfalls wurde eine iOS & Android-App für das gesamte Angebot entwickelt.
2016 wurde die TV-App von Teleboy für das Betriebssystem iOS mit Gold in der Sparte Functionality und mit Bronze für die User Experience an den Best of Swiss Apps ausgezeichnet. Im selben Jahr lancierte Teleboy das Kombi-Angebot Home, wobei neben TV zum ersten Mal auch Internet von Teleboy bestellt werden konnte.
Im Jahr 2017 ging Teleboy eine Kooperation mit Wingo für ein Mobile-Angebot ein und konnte damit erstmals TV, Internet, Festnetz und Mobile aus einer Hand bieten.
2020 stieg Teleboy mit Drive in das E-Mobility-Geschäft ein, wobei Kunden seither auch elektronisch betriebene Autos im Abo bestellen können. Reservationen für E-Autos nahm Teleboy bereits Ende 2019 entgegen. Ende 2020 lancierte Teleboy zum ersten Mal ein Internet-Abo mit bis zu 10 Gbit/s.
Im Herbst 2021 komplettierte Teleboy mit seinem ersten eigenen Handy-Abo sein Telekommunikationsangebot, welches das Unternehmen im Juni 2022 mit neuen Mobile-Angeboten erweiterte.

## Technisches zum TV-Angebot

### Allgemeines
Teleboy überträgt Fernsehprogramme in Echtzeit via Streams über einen Internetzugang und bietet Sendungen, die zuvor – oder bis zu 7 Tage im Anschluss, bei aktiver Replay-Funktion – aufgezeichnet werden, zahlenden Kunden zum Download an. Für jeden Sender, der ausgestrahlt wird, benötigt Teleboy eine Lizenz für ein bestimmtes Sendegebiet. Deshalb ist Teleboy aktuell nur in der Schweiz und in Liechtenstein verfügbar. Mittels IP-Adresse wird die Herkunft des Users identifiziert und somit gewährleistet, dass das Fernsehprogramm nur im dafür lizenzierten Land gesehen werden kann. Das jeweilige Endgerät (PC, Smartphone oder Tablet) empfängt die Datenströme über eine Internetanbindung, dekodiert diese und liefert ein Bild- und Audiosignal an die Ausgabeeinheit. Teleboy nutzt CloudFlare-Technologie, um seinen Dienst vor Angreifern zu schützen.
Es ist unschwer erkennbar, dass Teleboy (seit spätestens 2019) den B2B-Service von Zattoo benutzt, um linear ausgestrahlte TV-Inhalte an seine User zu verteilen. Die unverwechselbaren Parameter der jeweiligen Stream-URLs lassen diesen Schluss zu. Die Streams und Dateien verweisen auf Subdomains von zahs.tv, einer Second-Level-Domain, deren IP-Adresse (91.123.100.206) der Zattoo AG (AS8302) zugewiesen ist. Die Zattoo AG hat eine englischsprachige B2B-Homepage mit weiterführenden Informationen hinsichtlich ihres Angebots für Geschäftskunden, dort ist neben diversen, konkurrierenden Anbietern wie z. B. Salt.tv und yallo TV auch Teleboy in den Referenzen aufgeführt.

### Geoblocking
Die Teleboy TV-App ist in den App Stores so konfiguriert, dass sie nur Nutzern in der Schweiz und Liechtenstein zum Download angeboten wird. Des Weiteren ist eine VPN- und IP-Sperre aktiv, die verhindert, dass Inhalte Teleboy nicht verlassen, sofern sich die Nutzer nicht in der Schweiz aufhalten. Inhalte können aber vorgängig heruntergeladen werden und dann ausserhalb der Schweiz angeschaut werden.
Der Abruf der Inhalte selbst ist dadurch zwar nur eingeschränkt aus dem Ausland möglich, der Dienst kann jedoch sehr wohl über gängige Kreditkarten bezahlt werden, welche nicht zwangsläufig in der Schweiz/Liechtenstein ausgestellt sein müssen. Dadurch können z. B. Touristen den Dienst nutzen, sofern sie Interesse daran haben und sich für die Nutzung in der Schweiz befinden.

### Oberfläche, Videoqualität & Abomodelle
Teleboy nutzt keine externen Video-Player für den Web-Player, sondern baut auf ein eigenes System, wie auch die meisten Videoplattformen. Über den Video-Player lässt sich, anders als bei Netflix und ähnlich wie bei YouTube, die Videoqualität manuell einstellen. Es stehen vor allem für die hohen Auflösungen (720p bzw. 1080p) jeweils mindestens zwei verschiedene Übertragungsraten für jeweiligen Bildauflösungen zur Verfügung.
Die bis Ende 2019 nur in maximal einer Qualität von 720p (HD ready) verfügbaren Streams (Aufnahmen, sowie der lineare Livestream) wurden ergänzt um Streams in Full-HD-Qualität (1080p/1080i). Diese Qualitätserweiterung wirkt sich auf die linearen Livestreams, als auch auf die Downloads und Streams der Aufnahmen aus. Teleboy führte Full HD-Streams mit der Lancierung des Teleboy MAX-Abos ein. Mit einem Premium-Abo können zudem Aufnahmen heruntergeladen werden und enthalten – zusätzlich zur Standard-Audiospur (AAC-LC bei 128 kB/s) – die begehrte Dolby (E-AC-3) Sound-Qualität mit 6 Audiokanälen und einer Datenrate von 256 kB/s. Der verwendete Videocodec ist der allseits bekannte AVC (H.264), man verwendet ihn bei 1080p mit einer Datenrate von 8 MB/s. Die 720p-Streams erhalten eine 5 MB/s Datenrate. Die Qualität bzw. die Datenübertragungsrate der Datenströme lässt sich also im allgemeinen Durchschnitt gut mit der vom populären Netflix VoD-Dienst vergleichen. Beim Vorgang des Herunterladens einer Sendung werden stets lediglich 3 Formate zur Auswahl angezeigt: Das höchste, ein mittleres und ein niedriges.
Seit dem 4. Oktober 2022 wird nur noch ein Premium-TV-Abo mit der Bezeichnung Teleboy TV angeboten. Im Vergleich zum bis dahin umfangreichsten Abo Teleboy MAX wurde der Aufnahmespeicher von 900 auf 2400 Stunden erweitert. Die Umwandlung auf das neue TV-Abo ist für Bestandskunden freiwillig. Die Skip-Ad-Funktion für die neue dynamische Werbeform kann beim zeitversetzten Fernsehen aktuell nur zum neuen TV-Abo dazugebucht werden.

### Eigene Videothek teilen
Teleboy TV-Abonnenten können innerhalb der Teleboy-Community eigene Aufnahmen mit befreundeten Nutzern teilen oder von diesen Sendungen ausleihen. Bevor diese Funktion genutzt werden kann, müssen Abonnenten der Community beitreten und einen öffentlich angezeigten Benutzernamen festlegen. Sie können jederzeit Einstellungen ändern oder aus der Community wieder austreten. Sendungen, die von anderen Nutzern ausgeliehen werden können, sind über die Suchfunktion ersichtlich.
Ausgeliehene Sendungen stehen 24 Stunden lang zum Streamen zur Verfügung. Ein Download ist nicht möglich. Die Sendung wird bei bestehender Freundschaft automatisch verliehen.